# Прапор Бачини
Прапор Бачини — один з офіційних символів села Бачина, Старосамбірського району Львівської області.
Автор — Андрій Гречило.

## Історія
Прапор затвердила ХІІ сесія  Торчиновицької сільської ради 3-го скликання рішенням  від 22 лютого 2001 року.

## Опис
Квадратне синє полотнище, на якому дві жовті перехрещені шаблі вістрями додолу, над ними жовтий герб Сас.

## Зміст
Прапор побудований на основі символіки герба поселення. Шаблі та герб Сас уживалися на печатці села в ХІХ ст. Ці елементи підкреслюють давні традиції цього шляхетського поселення.
Квадратна форма полотнища відповідає усталеним вимогам для муніципальних прапорів (прапорів міст, селищ і сіл).